# Room 8
Room 8（ルームエイト） (1947–1968)はアメリカ合衆国で有名な猫。1952年、カリフォルニア州エコー・パークのエリジアン・ハイツ小学校に迷い込み、住みついていた。夏の間は姿を消し、休暇が終わって授業が再開されるとふたたび姿を現したという。彼のこの生活は1960年代半ばまで続いた。Room 8という名前は、彼が最も気に入っていた教室に由来する。
他の猫との喧嘩で負った怪我により肺炎を患ってからは学校の近所にある家に引き取られたが、それ以降も学校を訪れており、学校が終わると用務員が彼を家がある通りの向こうまで運んで行った。
1968年8月13日、Room 8はカリフォルニア州ハリウッドのロックハート動物病院で息を引き取り、同州カラバサスのロサンゼルス・ペット墓地に埋葬された。ロサンゼルス・タイムスに掲載された写真入り3段組の死亡記事は有名な政治家に匹敵するほどの扱いであった。その人気の高さと知名度により、遠くはコネチカット州にまで死亡記事が掲載された。
彼が過ごしたエリジアン・ハイツ小学校の外壁にはRoom 8の壁画が、歩道にはRoom 8の足跡が描かれている。新しくクラスが始まる時には教師が生徒たちにRoom 8の本を読み聞かせる。

## 影響
- メディアに取り上げられその名を知られるようになると、学校にはRoom 8宛のファンレターが100通も届くほどになった。
- 『Big Cat, Little Cat』というドキュメンタリー映画に取り上げられた。
- 『A Cat Called Room 8』と題した児童書が出版されている。
- 写真家リチャード・ヒューエットは『Room 8: The School Cat』という特集記事を掲載した。
- レオ・コトケの1971年のアルバム『Mudlark』には彼をモチーフにした『Room 8』という楽曲が収録されている。[2]
- 1972年にスタートした猫の保護施設「Room 8メモリアル・ファウンデーション」は彼にちなんで名付けられた。

## リンク
- Room 8's page on the Elysian Heights Elementary School website
- Purr 'n' Fur: Room 8, the Californian School Cat
- Room 8 California's Famous Classroom Cat
- Room 8 - Find a Grave（英語）
- City of Echo Park
- Los Angeles Times August 14, 1968, Section C, Page 1
- The Hartford Courant August 1968